# San Francisco Jaconá
San Francisco Jaconá es una localidad del estado mexicano de Chiapas. Es parte del municipio de Tapilula.

## Toponimia
El nombre «San Francisco» hace referencia al santo patrono de la localidad: Francisco de Asís.

## Demografía
| Gráfica de evolución demográfica |
|                                  |

| Censo | Población |
| ----- | --------- |
| 1930  | 53        |
| 1940  | 145       |
| 1950  | 212       |
| 1960  | 260       |
| 1970  | 445       |
| 1980  | 604       |
| 1990  | 797       |
| 2000  | 1 125     |
| 2010  | 1 323     |
| 2020  | 1 277     |